# 陳耕元

嘉義農林時代の陳耕元
（上松耕一）（左）

陳 耕元（ちん こうげん、1905年10月20日 - 1958年11月27日）、日本名上松 耕一（あげまつ こういち）は、台湾原住民のプユマ族出身で、嘉義農林学校（現国立嘉義大学）の野球チーム選手として甲子園に出場した人物。後に台東農校（現国立台東専科学校）校長。

## 生涯
陳耕元は1921年（大正10年）卑南公学校（現在の南王小学校）に進学。1925年（大正14年）台東公学校（現台東大学付属実験小学）高等科在籍時に野球部へ勧誘される。嘉義農林学校進学時も野球部へ入り、1931年の第17回全国中等学校優勝野球大会に史上最年長（27歳）で参加。凖優勝となった。
1932年に日本へ留学し、横浜専門学校（現神奈川大学）に進学。1935年に卒業後台湾へ戻り、嘉義自動車会社（現嘉義客運）に就職する。その後、母校嘉義農林学校で教師と野球部コーチを務める。
1943年に蔡昭昭と嘉義神社で結婚式を挙げる。蔡昭昭は雲林北港（現在の雲林県北港鎮）の大地主家庭の出身である。
第二次世界大戦終息後、故郷の台東に戻り、はじめzh:台東糖廠に務め、その後台東農校の教師となる，1947年に校長となり、台湾東部地区で野球を広く推進するも、1958年交通事故によって死去する。
2024年に台湾の野球殿堂にあたる台湾棒球名人堂での野球殿堂入りを果たす。

## 家族
- 子：陳建年（前台東県県長、前原住民族委員会主任委員）
- 孫：陳瑩（立法委員）

## 映画化作品
- 『KANO 1931海の向こうの甲子園』2014-02-27 鐘硯誠飾-陳耕元/馬志翔/台灣果子電影有限公司